# 3832 Шапіро
3832 Шапіро (3832 Shapiro) — астероїд головного поясу, відкритий 30 серпня 1981 року.
Тіссеранів параметр щодо Юпітера — 3,186.